# Élections régionales de 1947 en Sicile
Les élections régionales en Sicile pour la constitution de l'Assemblée régionale sicilienne (Ire législature) se sont tenues le 20 avril 1947. Le taux de participation était de 79,8%. Le système électoral choisi pour élire les 90 députés régionaux était le scrutin proportionnel intégral. 
Il s'agit de la première élection des députés de l'ARS, créée en 1946, et la première assemblée législative régionale élu en Italie.
Malgré la demande d'une partie des députés italiens de surseoir à l'élection en attendant la future constitution de la République italienne, le gouvernement maintient la date du scrutin. 
La campagne est intense, tous les ténors venant tenir meeting en Sicile : le communiste Palmiro Togliatti, le socialiste Pietro Nenni, le social-démocrate Giuseppe Saragat, le républicain Randolfo Pacciardi, le démocrate chrétien Mario Cingolani, le séparatiste Andrea Finocchiaro Aprile. Guglielmo Giannini, leader populiste du Fronte dell'Uomo Qualunque, ne pouvant se déplacer, se fait filmer et diffuse son discours dans les cinémas de toute l'île. 
Le Bloc populaire, unissant des communistes et des socialistes, arrive largement en tète, devant le parti démocrate chrétien et le bloc de droite rassemblant qualunquistes, libéraux et monarchistes. Alors qu'elle n'avait obtenu que 21,5 % des voix contre 33,6 % aux démocrates chrétiens aux élections communales en Sicile de juin 1946, la gauche est portée par les problèmes de pauvreté, de faim et de chômage, qui affligent l'île, et la promesse d'une répartition des fermes entre les fermiers,. La montée de la contestation de la crise économique et sociale qu'exprime le résultat de ces élections se traduit par le massacre de Portella della Ginestra dix jours plus tard et la démission du Gouvernement De Gasperi III (coalition DC-PSI-PCI) le 13 mai.  
A l'issue des consultations, Ettore Cipolla du bloc libéral-qualunquiste est élu président de l'ARS et le chrétien-démocrate Giuseppe Alessi, président de la Région sicilienne, auquel succède en juin 1949 le démocrate-chrétien Franco Restivo, jusqu'à la fin de la législature en 1951 .

## Résultats
| Partis | Partis                                            | Votes     | %      | Sièges |
| ------ | ------------------------------------------------- | --------- | ------ | ------ |
|        | Bloc populaire (PSI-PCI-PdA)                      | 591 870   | 30,38  | 29     |
|        | Parti chrétien-démocrate (DC)                     | 400 084   | 20,53  | 20     |
|        | Bloc démocratique libéral Qualunquista (PLI + UQ) | 287,698   | 14,77  | 12     |
|        | Parti national monarchiste (PNM)                  | 185,423   | 9,52   | 10     |
|        | Mouvement pour l'indépendance de la Sicile (MIS)  | 171 470   | 8,80   | 9      |
|        | Parti socialiste des travailleurs italiens (PSLI) | 82,175    | 4,22   | 4      |
|        | Parti républicain italien (PRI)                   | 74 570    | 3,83   | 3      |
|        | Union démocratique sicilienne (UDS)               | 40,149    | 2,06   | 1      |
|        | Fronte dell'Uomo Qualunque (UQ)                   | 30,179    | 1,55   | 1      |
|        | Parti démocrate du travail (DL)                   | 21 433    | 1.10   | 1      |
|        | Autres listes                                     | 63,409    | 3.24   | -      |
| Total  | Total                                             | 1 948 460 | 100,00 | 90     |
|        |                                                   |           |        |        |

## Composition
- Groupe libéral démocratique qualunquiste (17) : Domenico Adamo (TP), Guido Borsellino Castellana (AG), Annibale Bianco (ME), Pietro Castiglia (collège régional et PA), Ettore Cipolla (CL), Sebastiano Franco (SR), Vincenzo Gentile (ME), Gregorio Guarnaccia (CT), Francesco Lanza di Scalea (PA), Paolo Lo Manto (collège régional), Francesco Paolo Lo Presti (ME), Benedetto Maiorana (CT), Claudio Maiorana (CT), Giuseppe Papa d'Amico (PA), Salvatore Ricca (RG), Giuseppe Romano Battaglia (PA),  Stefano Stabile (collège régional et TP), Pietro Sapienza (PA), Giuseppe Seminara (PA), Francesco Starabba di Giardinelli (collège régional et PA) ;
- Groupe républicain (3) : Giuseppe Ferrara (collège régional), Antonio Ramirez (collège régional), Stefano Vaccara (TP)
- Groupe indépendantiste sicilien (8) : Vincenzo Bongiorno (PA), Giuseppe Caltabiano (CT), Rosario Capopardo (ME), Attilio Castrogiovanni (CT), Gaetano Drago (collège régional),  Concetto Gallo (collège régional et CT), Giocchino Germanà (collège régional), Andrea Finocchiaro Aprile (PA), Pietro Landolina (PA)
- Parti national monarchiste (9) : Stefano Lanza Filingeri di Mirto (collège régional et PA, élu sénateur en 1948, démissionnaire remplacé par Giuseppe Caligian, collège régional), Salvatore Aiello (CT), Napoleone Ardizzone (PA), Giovanni Francesco Alliata di Montereale (collège régional et ME, élu député en 1948, démissionnaire, remplacé par Giulio Marchese Arduino, collège régional), Tommaso Leone Marchesano (collège régional et PA, élu respectivement député en 1948, démissionnaire, remplacé par Gioacchino Barbera), Giacomo Cusumano Geloso (PA), Natale Cacciola (ME), Gioacchino Castiglione (PA), Salvatore Bonaiuto (CT), Francesco della Corte Beneventano (CT).
- Groupe démocrate chrétien (20) : Giuseppe Alessi (collège régional et CL), Angelo Bevilacqua (CL), Giuseppe Bongiorno (CL), Silvestro Castorina (CT), Paolo D'Antoni (collège régional et TP), Giuseppe D'Angelo (EN), Antonino Dante (ME), Salvatore Di Martino (SR), Ines Giganti Curella (collège régional), Onofrio Giovenco (TP), Giuseppe La Loggia (AG), Francesco Mazzullo (CT), Silvio Milazzo (collège régional et CT), Francesco Montemagno (CT), Salvatore Monastero (PA), Rosolino Petrotta (PA), Franco Restivo (collège régional et PA), Giuseppe Romano (ME), Fedele Romano (RG), Giuseppe Russo (CT), Salvatore Scifo (AG), Paola Verducci Tocco (PA), Vinicio Ziino (ME)
- Bloc du peuple (29) : Ignazio Adamo (TP), Camillo Ausiello Orlando (collège régional), Agatino Bonfiglio (collège régional et CT), Antonio Bosco (AG), Luigi Colaianni (collège régional), Pompeo Colajanni (collège régional et PA), Sebastiano Cristaldi (CT), Salatore Colosi (CT), Elios Costa (TP), Luigi Cortese (CL), Pietro Di Caro (ME), Faust d'Agata (SR), Gaetano Franchina (ME), Luigi Gallo (AG), Edoardo Gugino (collège régional et PA), Girolamo Li Causi (CT), Concetto Lo Presti (CT), Emerico Luna (PA), Gina Mare (collège régional), Pietro Mondello (ME), Mario Mineo (PA), Francesco Marino (SR), Giuseppe Montalbano (TP), Guglielmo Nicastro (RG), Giovan Battista Omobono (RA), Luigi Pantaleone (CL), Nicola Potenza (EN), Francesco Taormina (PA), Cesare Sessa (collège régional), Michele Semeraro (collège régional)
- Parti socialiste des travailleurs italiens (4) : Luigi Castiglione (collège régional et CA), Michelangelo Cosentino (CT), Antonino Isola (CT), Eugenio Marotta (collège régional), Stefano Pellegrino (collège régional), Bino Napoli (collège régional), Giuseppe Sapienza (CT)